# Bahnstrecke Heudeber-Danstedt–Bad Harzburg
| Die Bahnstrecke in Wernigerode mit der Harzer Schmalspurbahn, 2021 |                                                |                                            |                                           |
| Streckennummer (DB): | 6425                                           |                                            |                                           |
| Kursbuchstrecke (DB): | 330                                            |                                            |                                           |
| Kursbuchstrecke: | 182e (1934) 204 (Eckertal – Bad Harzburg 1946) |                                            |                                           |
| Streckenlänge: | 32,2 km                                        |                                            |                                           |
| Spurweite: | 1435 mm (Normalspur)                           |                                            |                                           |
| Streckengeschwindigkeit: | 120 km/h                                       |                                            |                                           |
| Zweigleisigkeit: | nein                                           |                                            |                                           |
| |                                                |                                            |                                           |
| \| \| \| von Halle (Saale) Hbf \| \| \| \| −0,093 \| Heudeber-Danstedt \| 188 m \| \| \| \| nach Vienenburg \| \| \| \| \| von Langenstein \| \| \| \| 4,779 \| Minsleben (SPNV bis 2006) \| Minsleben (SPNV bis 2006) \| \| \| \| Holtemme \| \| \| \| \| Bundesautobahn 36 \| \| \| \| \| Bundesstraße 244 \| \| \| \| \| \| \| \| \| 9,180 \| Wernigerode Hbf Anschluss zur Harzquerbahn \| 234 m \| \| \| \| \| \| \| \| \| Holtemme \| \| \| \| 10,619 \| Wernigerode Elmowerk \| Wernigerode Elmowerk \| \| \| 13,467 \| Darlingerode \| 261 m \| \| \| \| Rammelsbach \| \| \| \| 14,229 \| Drübeck \| Drübeck \| \| \| 17,371 \| Wahrberg \| Wahrberg \| \| \| \| Anschluss Walzwerk \| \| \| \| 18,439 \| Ilsenburg \| 237 m \| \| \| ≈ 21,40 \| nach Vienenburg \| nach Vienenburg \| \| \| 21,850 \| Stapelburg (SPNV bis 1995) \| Stapelburg (SPNV bis 1995) \| \| \| 22,450 \| Streckenende nach 1945 \| Streckenende nach 1945 \| \| \| 23,220 \| Landesgrenze Sachsen-Anhalt–Niedersachsen \| Landesgrenze Sachsen-Anhalt–Niedersachsen \| \| \| \| Ecker \| \| \| \| 23,60 \| Eckertal (SPNV bis 1955) \| Eckertal (SPNV bis 1955) \| \| \| 29,70 \| Westerode (SPNV bis 1917) \| Westerode (SPNV bis 1917) \| \| \| \| Bundesstraße 4 \| \| \| \| \| Radau \| \| \| \| \| von Braunschweig Hbf und von Oker \| \| \| \| 32,230 \| Bad Harzburg \| 236 m \| |                                                |                                            |                                           |
| Quellen: |                                                |                                            |                                           |
| Strecke |                                                | von Halle (Saale) Hbf                      | von Halle (Saale) Hbf                     |
| Bahnhof | −0,093                                         | Heudeber-Danstedt                          | 188 m                                     |
| Abzweig geradeaus und ehemals nach rechts |                                                | nach Vienenburg                            | nach Vienenburg                           |
| Abzweig geradeaus und ehemals von links |                                                | von Langenstein                            | von Langenstein                           |
| ehemaliger Bahnhof | 4,779                                          | Minsleben (SPNV bis 2006)                  | Minsleben (SPNV bis 2006)                 |
| Brücke über Wasserlauf |                                                | Holtemme                                   | Holtemme                                  |
| Brücke |                                                | Bundesautobahn 36                          | Bundesautobahn 36                         |
| Brücke |                                                | Bundesstraße 244                           | Bundesstraße 244                          |
| |                                                |                                            |                                           |
| Bahnhof | 9,180                                          | Wernigerode Hbf Anschluss zur Harzquerbahn | 234 m                                     |
| |                                                |                                            |                                           |
| Brücke über Wasserlauf |                                                | Holtemme                                   | Holtemme                                  |
| Haltepunkt / Haltestelle | 10,619                                         | Wernigerode Elmowerk                       | Wernigerode Elmowerk                      |
| Haltepunkt / Haltestelle | 13,467                                         | Darlingerode                               | 261 m                                     |
| Brücke über Wasserlauf |                                                | Rammelsbach                                | Rammelsbach                               |
| ehemaliger Bahnhof | 14,229                                         | Drübeck                                    | Drübeck                                   |
| ehemaliger Haltepunkt / Haltestelle | 17,371                                         | Wahrberg                                   | Wahrberg                                  |
| Abzweig geradeaus und von rechts |                                                | Anschluss Walzwerk                         | Anschluss Walzwerk                        |
| Bahnhof | 18,439                                         | Ilsenburg                                  | 237 m                                     |
| Abzweig ehemals geradeaus und nach rechts | ≈ 21,40                                        | nach Vienenburg                            | nach Vienenburg                           |
| Bahnhof (Strecke außer Betrieb) | 21,850                                         | Stapelburg (SPNV bis 1995)                 | Stapelburg (SPNV bis 1995)                |
| | 22,450                                         | Streckenende nach 1945                     | Streckenende nach 1945                    |
| Grenze (Strecke außer Betrieb) | 23,220                                         | Landesgrenze Sachsen-Anhalt–Niedersachsen  | Landesgrenze Sachsen-Anhalt–Niedersachsen |
| Brücke über Wasserlauf (Strecke außer Betrieb) |                                                | Ecker                                      | Ecker                                     |
| Bahnhof (Strecke außer Betrieb) | 23,60                                          | Eckertal (SPNV bis 1955)                   | Eckertal (SPNV bis 1955)                  |
| Haltepunkt / Haltestelle (Strecke außer Betrieb) | 29,70                                          | Westerode (SPNV bis 1917)                  | Westerode (SPNV bis 1917)                 |
| Strecke mit Straßenbrücke (Strecke außer Betrieb) |                                                | Bundesstraße 4                             | Bundesstraße 4                            |
| Brücke über Wasserlauf (Strecke außer Betrieb) |                                                | Radau                                      | Radau                                     |
| Abzweig ehemals geradeaus und von rechts |                                                | von Braunschweig Hbf und von Oker          | von Braunschweig Hbf und von Oker         |
| Kopfbahnhof Streckenende | 32,230                                         | Bad Harzburg                               | 236 m                                     |

Die Bahnstrecke Heudeber-Danstedt–Bad Harzburg ist eine 32 Kilometer lange, eingleisige, nicht-elektrifizierte und unterbrochene Hauptbahn am Nordharzrand. Sie dient insbesondere dem Tourismusverkehr am Nordharzrand und zu den Harzer Schmalspurbahnen.
Die Strecke ist zwischen den Bahnhöfen Bad Harzburg und Ilsenburg aufgrund der Deutschen Teilung offiziell stillgelegt und zwischen Bad Harzburg und Stapelburg entwidmet und abgerissen.
Im Jahr 1996 wurde die neue Bahnstrecke Ilsenburg–Vienenburg eröffnet, die ab der Landesgrenze auf der ungenutzten Trasse der Bahnstrecke Halle–Vienenburg verläuft.

## Verlauf

### Heudeber-Danstedt–Stapelburg
Die Bahnstrecke beginnt im Bahnhof Heudeber-Danstedt. Sie geht hier heute nahtlos aus der Bahnstrecke Halle–Vienenburg hervor, die westlich von Heudeber-Danstedt bis zur Landesgrenze Niedersachsen stillgelegt und teilweise überbaut ist. Von hier aus verläuft sie geradlinig nach Südwesten zum Wernigeröder Hauptbahnhof, in welchem Anschluss an die Harzer Schmalspurbahn besteht.
Ab Wernigerode verläuft die Bahnstrecke nah am Harzgebirge entlang. Sie durchquert Darlingerode, führt nördlich an Drübeck vorbei und erreicht danach den Bahnhof Ilsenburg. Die Strecke ist ab Ilsenburg bis Bad Harzburg offiziell entwidmet, allerdings wird das Gleis bis zum Israelsberg südlich von Stapelburg als Teil der Bahnstrecke Ilsenburg–Vienenburg übergangslos benutzt.

### Stapelburg–Bad Harzburg

Einordnung der Bahnstrecken im Nordharz

Die Bahnstrecke ist ab Stapelburg abgebaut. Der Gleisdamm ist zwischen Stapelburg und Bad Harzburg auf Luftaufnahmen bis heute jedoch deutlich erkennbar. Der alte Bahnverlauf führt südlich von Stapelburg zur ehemaligen Innerdeutschen Grenze an der Ecker. Das Bahnviadukt über die Ecker besteht bis heute und verfügt über Gleisreste.
Westlich der Ecker führte die Bahnstrecke südwestlich an Eckertal vorbei und querte den Schimmerwald. Die Bahntrasse kreuzte hier die heutige L 501. Sie führte weiter durch das Zellholz und das Heinische Bruch an den Südrand von Westerode, wo die Bahntrasse durch die Quellesiedlung teilweise überbaut ist. In einem engen Bogen umrundete die Bahnstrecke das Horn (Anhöhe westlich des Butterbergs bei Bündheim) und unterquerte hier die Bundesstraße 4. Im Rahmen des autobahnähnlichen Neubaus dieser Straße Mitte des 20. Jahrhunderts wurde die Bahnstrecke vorgesehen und überbrückt. Die Trasse mündete anschließend in den Kopfbahnhof Bad Harzburg. Hier bestand Anschluss an die Bahnstrecken Braunschweig–Bad Harzburg und Bad Harzburg–Oker. Letztere setzte die Nummerierung der Altstrecke fort.

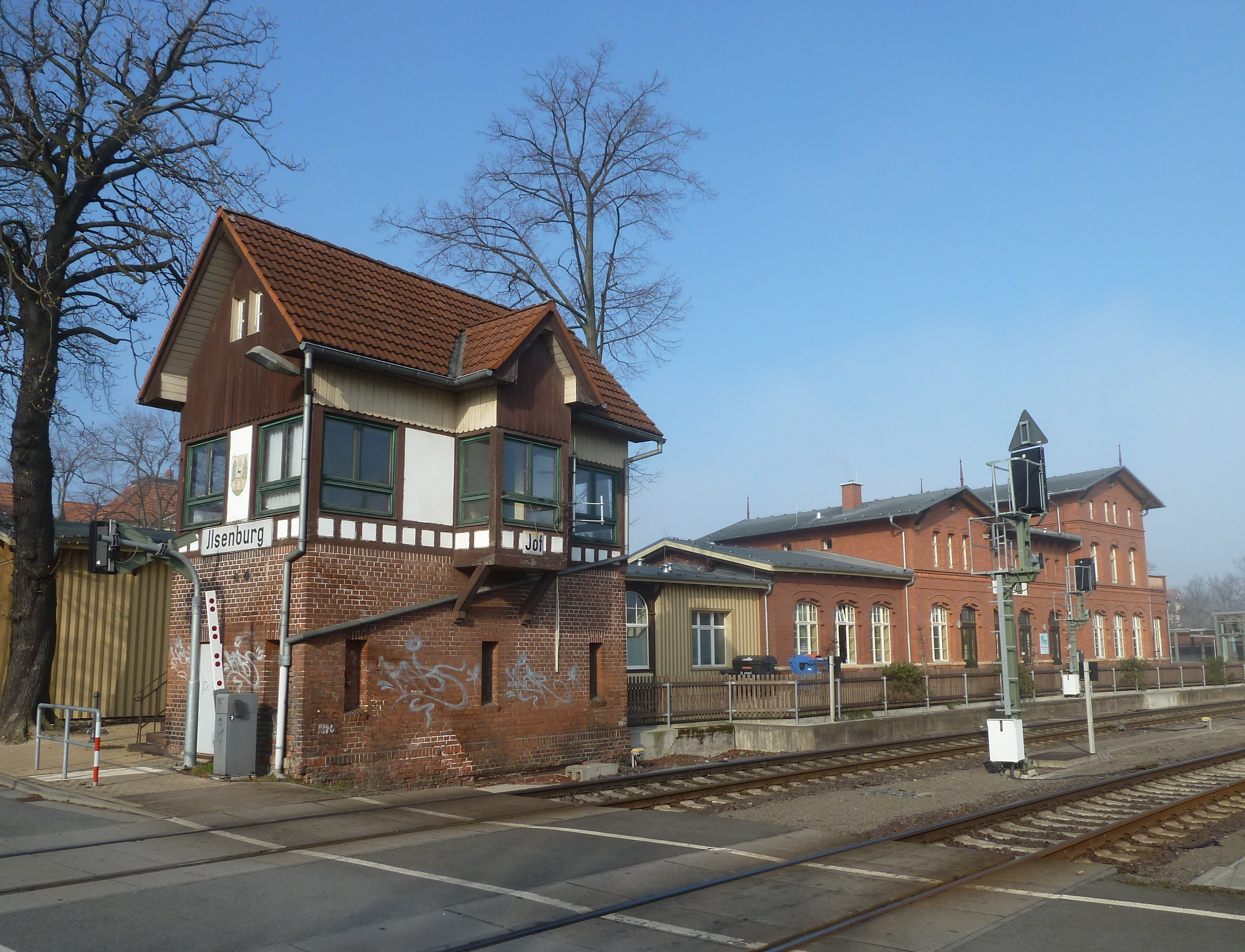
Trasse mit Stellwerk im Bahnhof Ilsenburg, im Hintergrund das Empfangsgebäude.
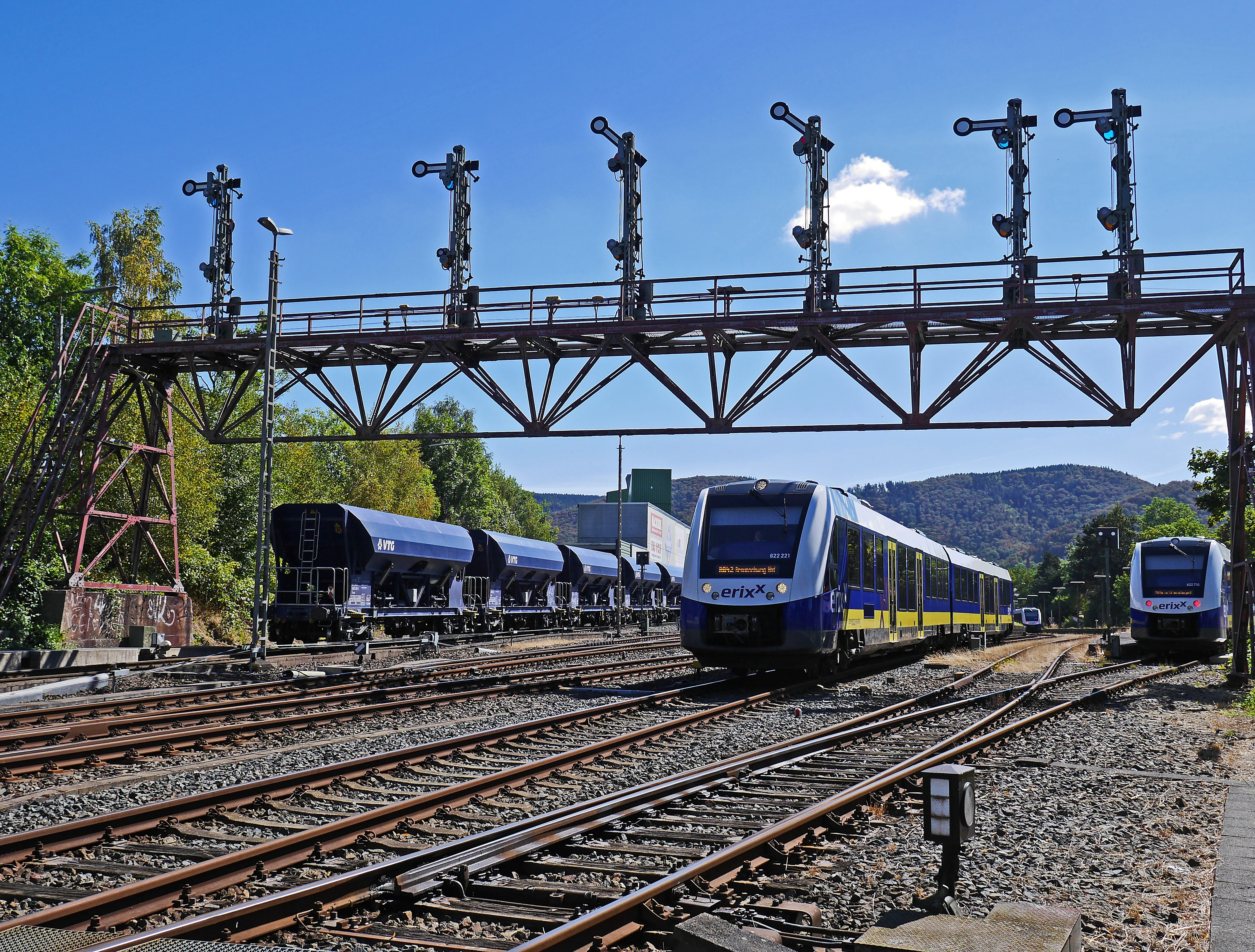
Signalbrücke am Bahnhof Bad Harzburg mit zwei von Erixx betriebenen Triebfahrzeugen.

## Geschichte

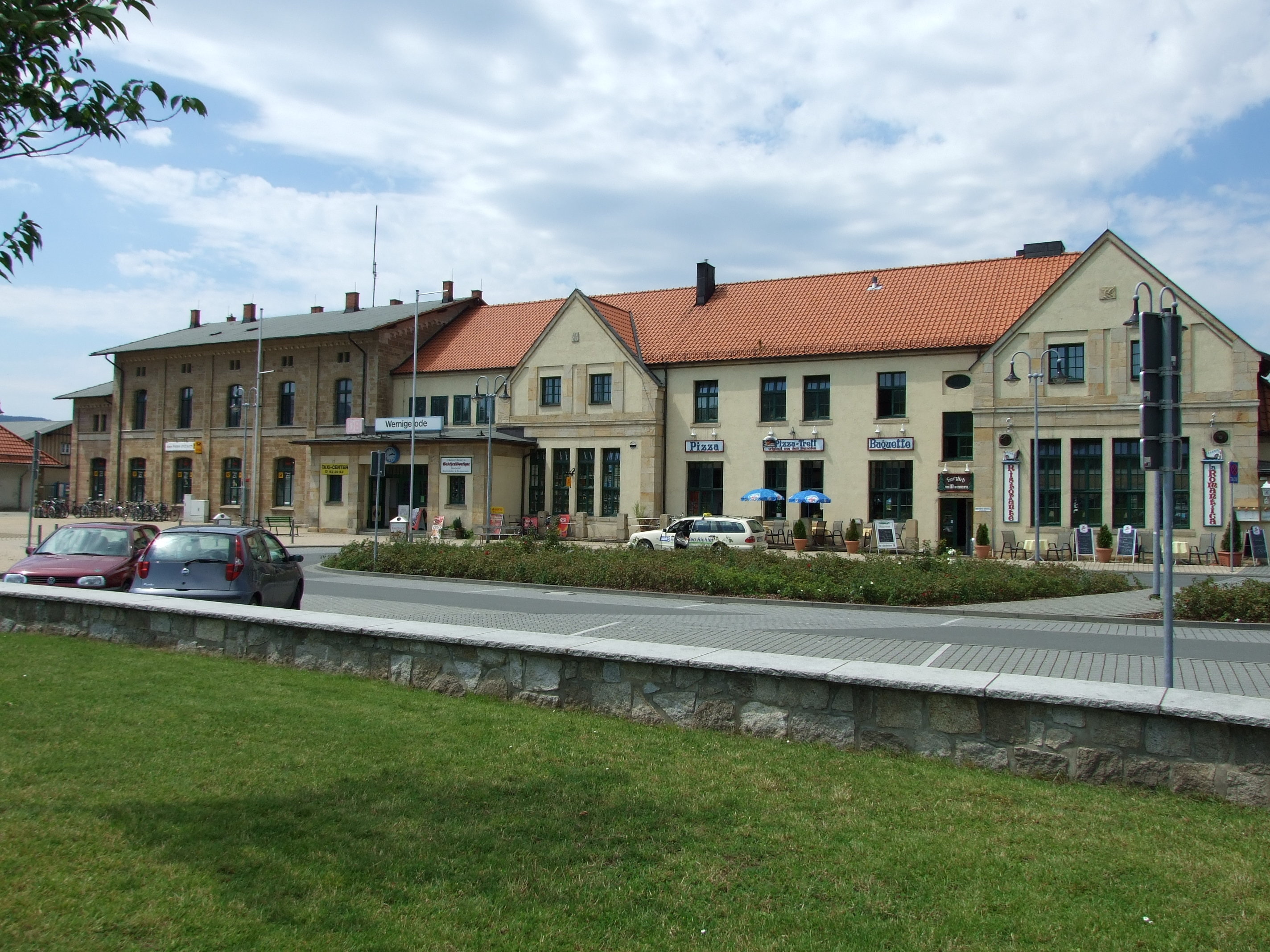
Wernigerode Hauptbahnhof

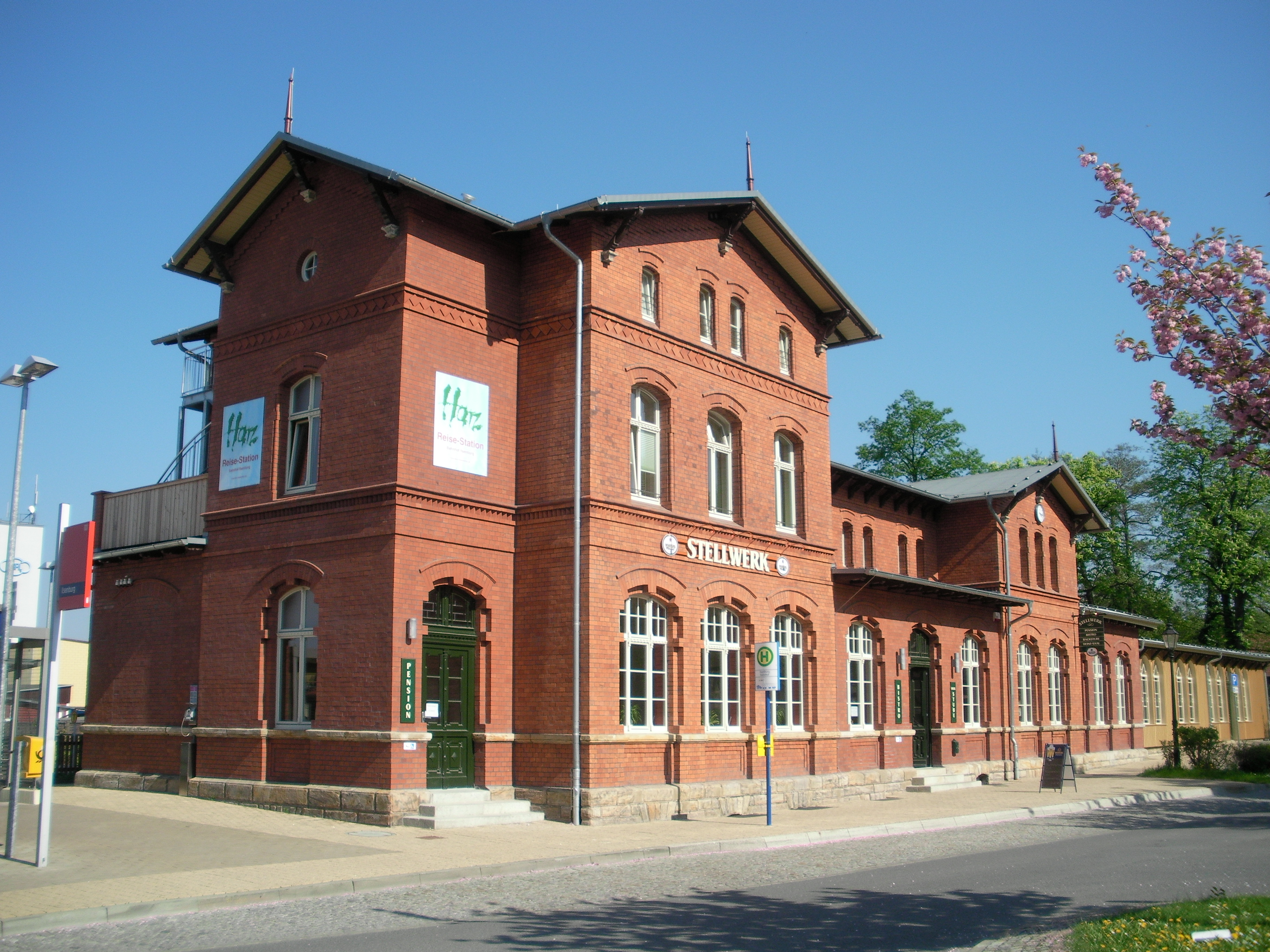
Bahnhof Ilsenburg

### Anfänge bis 1945
Eine Direktverbindung zwischen Halberstadt, Heudeber-Danstedt und Vienenburg bestand seit 1869. Diese nahm zwar den kürzesten Weg, ließ jedoch so den dichter besiedelten Harzrand und damit Städte wie Wernigerode und Ilsenburg aus. Der schon damals wichtige Touristenort Wernigerode konnte in Berlin durchsetzen, dass die Magdeburg-Halberstädter Eisenbahngesellschaft zum Bau einer etwa neun Kilometer langen Zweiglinie ab Heudeber-Danstedt verpflichtet wurde. Diese stand ab dem 11. Mai 1872 zur Verfügung.
Nun mehrten sich Forderungen auch aus Ilsenburg mit seiner damals wachsenden Eisenindustrie. Es kam zu langen Verhandlungen über eine Bahnverbindung Wernigerode–Ilsenburg–Bad Harzburg mit möglicher Verlängerung Richtung Goslar, die nach damaliger Einschätzung nicht wirtschaftlich gewesen wäre. Am Ende ließ sich die Preußische Staatsbahn doch noch zum Bau bewegen; am 20. Mai 1884 wurden Ilsenburg und Wernigerode miteinander verbunden. Für eine Strecke mit rein regionaler Bedeutung nahm man auch einen kurvenreichen Verlauf in Kauf. Durch Trassierungsfragen und den Widerstand von Grundbesitzern wurde der Weiterbau nach Bad Harzburg weiter verzögert. Erst ab 1. Oktober 1894 wurde auch hier der Verkehr über Stapelburg und Eckertal, von Anfang an mit durchgehenden Personenzügen von Bad Harzburg nach Halberstadt, aufgenommen.
Auch wenn diese Verbindung hauptsächlich der Erschließung der Region diente, gab es eine Reihe von Fernzügen, darunter in den 1930er Jahren durchgehende Kurswagen Hamburg–Wernigerode–Berlin. Der Ost-West-Güterverkehr mied hingegen den steigungsreichen Harzrand und fuhr über Vienenburg.

### Betrieb ab 1945

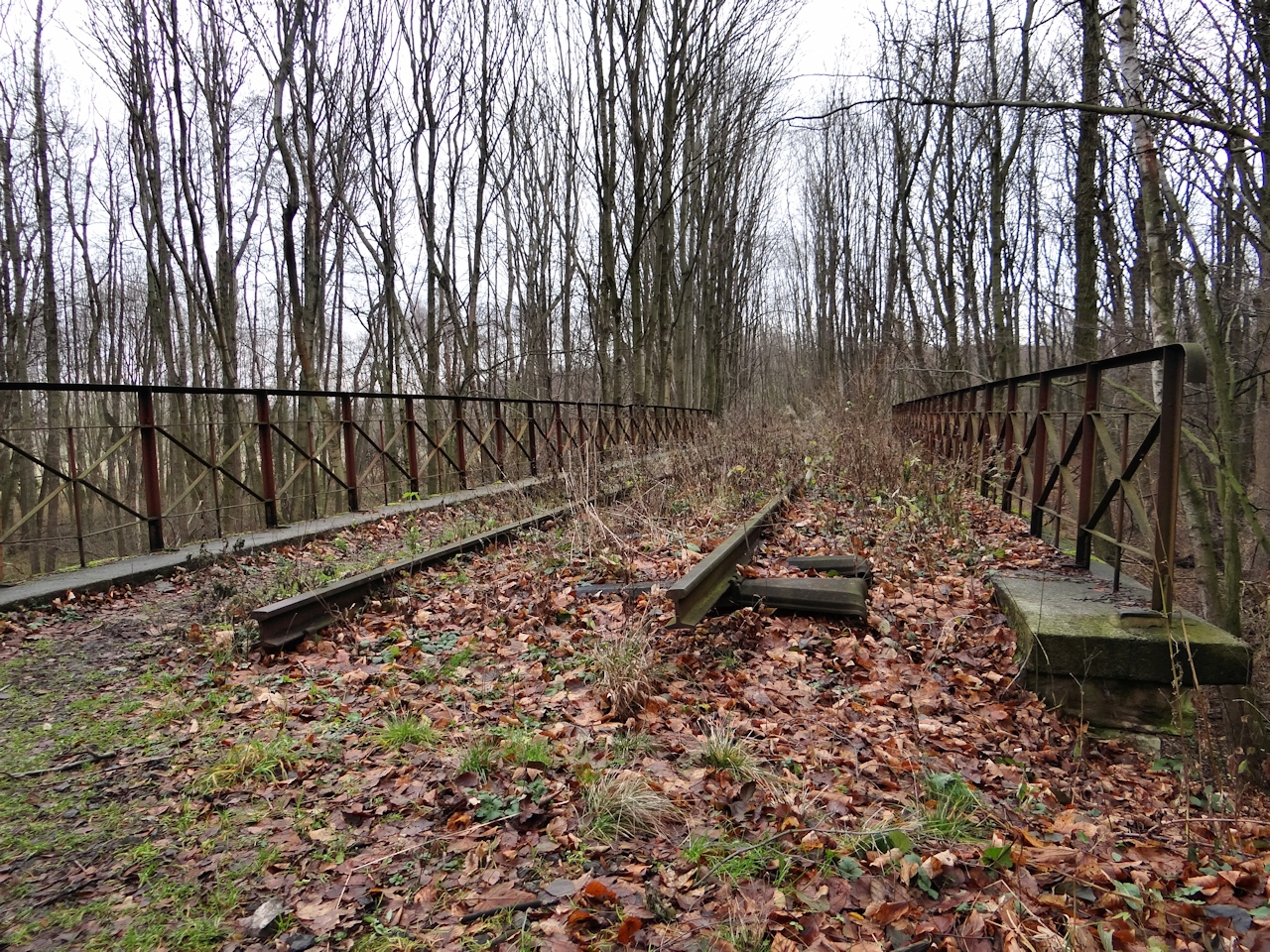
In Folge der Deutschen Teilung ungenutzte Schienen auf dem Eisenbahnviadukt bei Eckertal, 2013

Obwohl die Strecke keine schweren Zerstörungen erlitten hatte, wurde sie 1945 mit der Teilung Deutschlands in Besatzungszonen zwischen Stapelburg und Eckertal unterbrochen. Die Deutsche Bundesbahn gab den Personenverkehr von Bad Harzburg nach Eckertal zum 11. Juni 1957 endgültig auf, den Güterverkehr 1973.
Die Deutsche Reichsbahn zog den öffentlichen Verkehr 1961 von Stapelburg bis Ilsenburg zurück, da die Strecke im Bereich Stapelburg nah an der Grenze lag. Die Strecke blieb hier jedoch als Anschlussbahn für Militärtransporte erhalten.

### Betrieb ab 1989

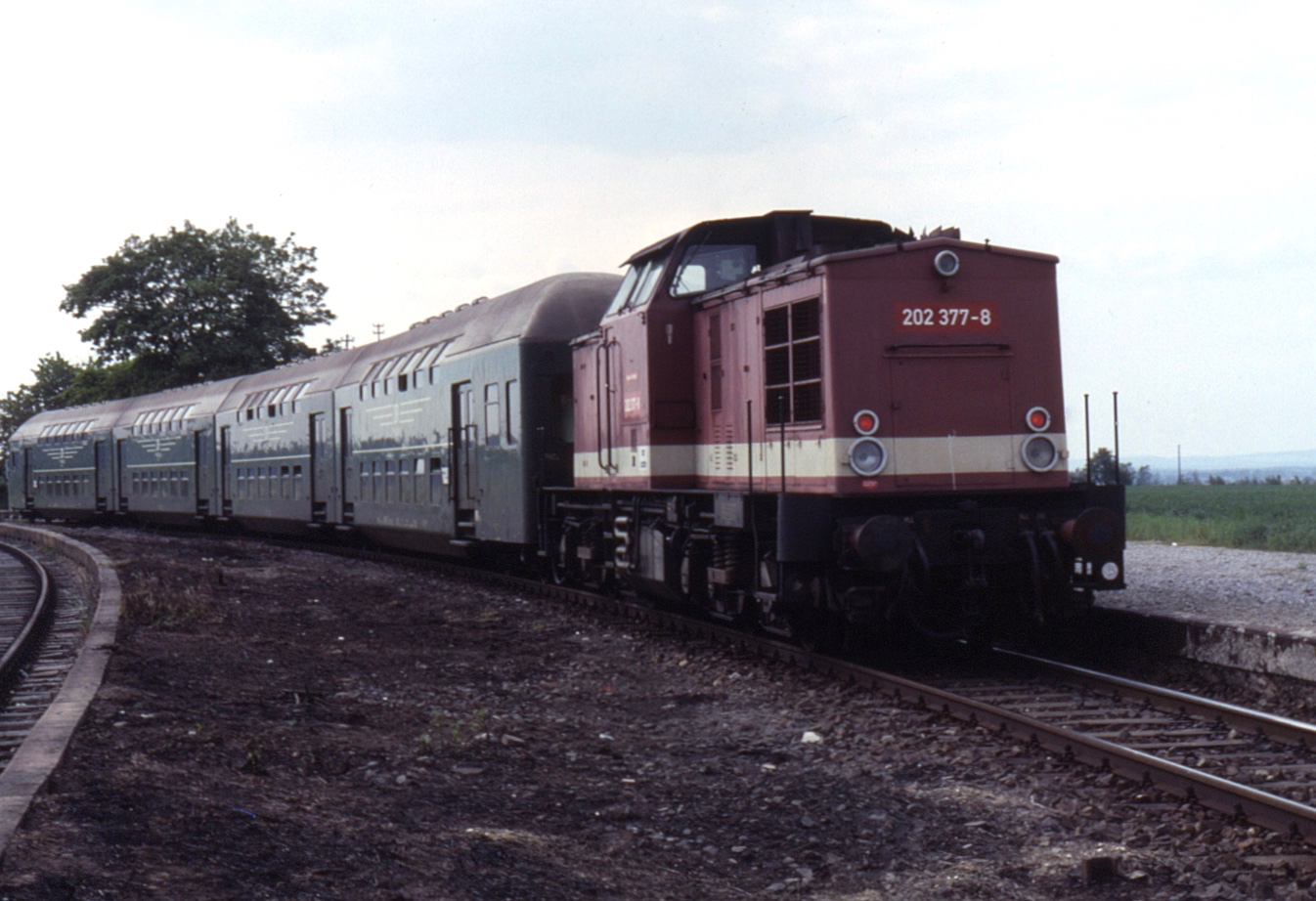
Doppelstockzug mit DR-Baureihe V 100 im Bahnhof Stapelburg (1992)

Durch die Wende und friedliche Revolution in der DDR wurde nach dem Mauerfall im Dezember 1989 das Streckenstück Ilsenburg–Stapelburg wiedereröffnet und in den Folgejahren intensiv über einen oder mehrere Lückenschlüsse zwischen Niedersachsen und Sachsen-Anhalt am Nordharz diskutiert. Es erwies sich bald, dass Bundesregierung und Bahn nur eine Verbindung zeitnah finanzieren würden. Die Steigungen bei und der Fahrtrichtungswechsel im Bahnhof Bad Harzburg wurden für den Verkehr als ein zu großes Hemmnis gesehen.
Daher wurde die Bahnstrecke Ilsenburg–Vienenburg als Ersatz der unterbrochenen Bahnstrecke zwischen Halle und Vienenburg gewählt, die nun den Verkehr über Wernigerode und Ilsenburg mit aufnahm. Am 12. April 1995 wurde die Strecke Ilsenburg–Stapelburg daher erneut stillgelegt und zum 2. Juni 1996 die neue Verbindung in Betrieb genommen. Drei alte Naturstein-Gewölbebrücken der alten Bahnstrecke zwischen Ilsenburg und Bad Harzburg aus dem Baujahr 1869 konnten dabei erhalten werden.
Auf der Strecke wurden anfangs auch Interregiozüge der Linie 17 eingesetzt, die aber bald wieder aus dem Fahrplanangebot verschwanden.
2007 wurde die Strecke wegen Bauarbeiten gesperrt, sie erhielt neue elektronische Stellwerke und wurde für den Einsatz von Neigetechnik ausgerüstet. Ab Dezember 2007 ist sie wieder durchgängig befahrbar. Im Zuge des Umbaus wurden fast alle alten Stellwerke sowie der unter Denkmalschutz stehende Bahnhof Ströbeck abgerissen. Die Denkmalschutzbehörden erstatteten Anzeige. Ein Vorsatz konnte der Deutschen Bahn jedoch nicht nachgewiesen werden.
Seit dem Fahrplanwechsel 2008 hat sich die Fahrzeit aufgrund abgeschlossener Sanierungsmaßnahmen weiter verkürzt.
Bis zum Fahrplanwechsel im Dezember 2014 fuhren die Züge des Regional-Express Halle (Saale)–Goslar bis nach Hannover über Hildesheim. DB Regio setzte bis zum Fahrplanwechsel im Dezember 2015 auf dieser Linie Neigetechnik-Triebwagen der Baureihe 612 ein. Auf der ehemaligen Regionalbahn-Linie Halle (Saale)–Halberstadt–Vienenburg setzte DB Regio bis zum Fahrplanwechsel im Dezember 2005 Triebwagen der Baureihe 642 ein. Die Transdev Sachsen-Anhalt betrieb von 2005 bis 2018 das Nordharznetz, zu dem auch der Regionalexpress Magdeburg–Goslar gehörte. Zwischen 2015 und 2018 betrieb sie außerdem den Regionalexpress Halle–Goslar.

## Betrieb
Sie dient ab Ilsenburg über Wernigerode dem Verkehr von Goslar nach Halberstadt und Magdeburg/Halle (Saale) und hat damit für den Nordharzraum eine wichtige touristische Bedeutung. In Wernigerode besteht Anschluss an die Harzer Schmalspurbahnen. Die Weiterführung von Ilsenburg nach Bad Harzburg in Richtung Goslar–Kreiensen (–Göttingen) und nach Hildesheim und Hannover ist entwidmet.

### Personennahverkehr
Die Strecke liegt im Zuständigkeitsbereich der Nahverkehrsservice Sachsen-Anhalt. Seit der Einstellung des Interregio wird die Strecke nur noch vom Nahverkehr bedient.
Das derzeitige Betriebskonzept besteht zwischen Heudeber-Danstedt und Ilsenburg aus zwei jeweils im Zwei-Stunden-Takt fahrenden Regional-Express-Linien, Magdeburg–Goslar und Halle (Saale)–Goslar, die sich zwischen Halberstadt und Goslar zu einem Ein-Stunden-Takt überlagern. Eingesetzt werden neue Dieseltriebwagen der Baureihe 648. Beide Linien werden seit dem Fahrplanwechsel im Dezember 2024 von Regionalverkehre Start Deutschland betrieben. An Wochenenden wird ein Zugpaar Richtung Magdeburg als Harz-Berlin-Express umsteigefrei nach Berlin verlängert. Diese Linien verkehren ab Ilsenburg weiter über die Bahnstrecken Ilsenburg–Vienenburg und Vienenburg–Goslar.
Zum Fahrplanwechsel im Dezember 2014 wurde die durchgehende Regionalexpresslinie Halle (Saale) – Hannover eingestellt und durch zwei getrennte Linien ersetzt. Die LNVG begründete diesen Schritt mit einer Steigerung der Wirtschaftlichkeit durch ein einheitliches Fahrzeugkonzept ohne Neigetechniktriebzüge. Von Halle fahren die Regionalzüge nicht mehr über Bad Harzburg, sondern von Vienenburg direkt nach Goslar und enden dort. Zwischen Bad Harzburg und Hannover wurde die stündliche Linie RE 10 eingeführt, die in Goslar Anschluss aus Halle hat.

### Güterverkehr
In Ilsenburg besteht Anschluss der Ilsenburger Grobblech GmbH an das Schienennetz. Über die Strecke Ilsenburg–Vienenburg wird hierüber Güterverkehr in Richtung Salzgitter abgewickelt. Überregionaler Güterverkehr findet wegen der ungünstigen Neigungsverhältnisse nicht statt.

## Zukunft
Der Verband Deutscher Verkehrsunternehmen fordert in einer im Juni 2019 veröffentlichten Maßnahmenliste die Elektrifizierung auf den betriebenen Teilen der Bahnstrecke Heudeber-Danstedt–Bad Harzburg als Teil eines großen Elektrifizierungsprojekts im Nordharz.

## Unfälle
Am 28. Januar 2011 kam es zwischen Wernigerode und Ilsenburg an einem mit Halbschranken versehenen Bahnübergang zu einem Unfall. Ein mit Gusseisen beladener LKW kollidierte dabei mit einem Regionalexpress. Es gab vier Leichtverletzte, zwei Autos wurden durch den mitgerissenen LKW-Anhänger beschädigt. Bahnanlagen und der Triebfahrzeugkopf wurden dabei teils schwer beschädigt. Die Schadenhöhe lag bei etwa 417.000 Euro.

## Bahnhöfe

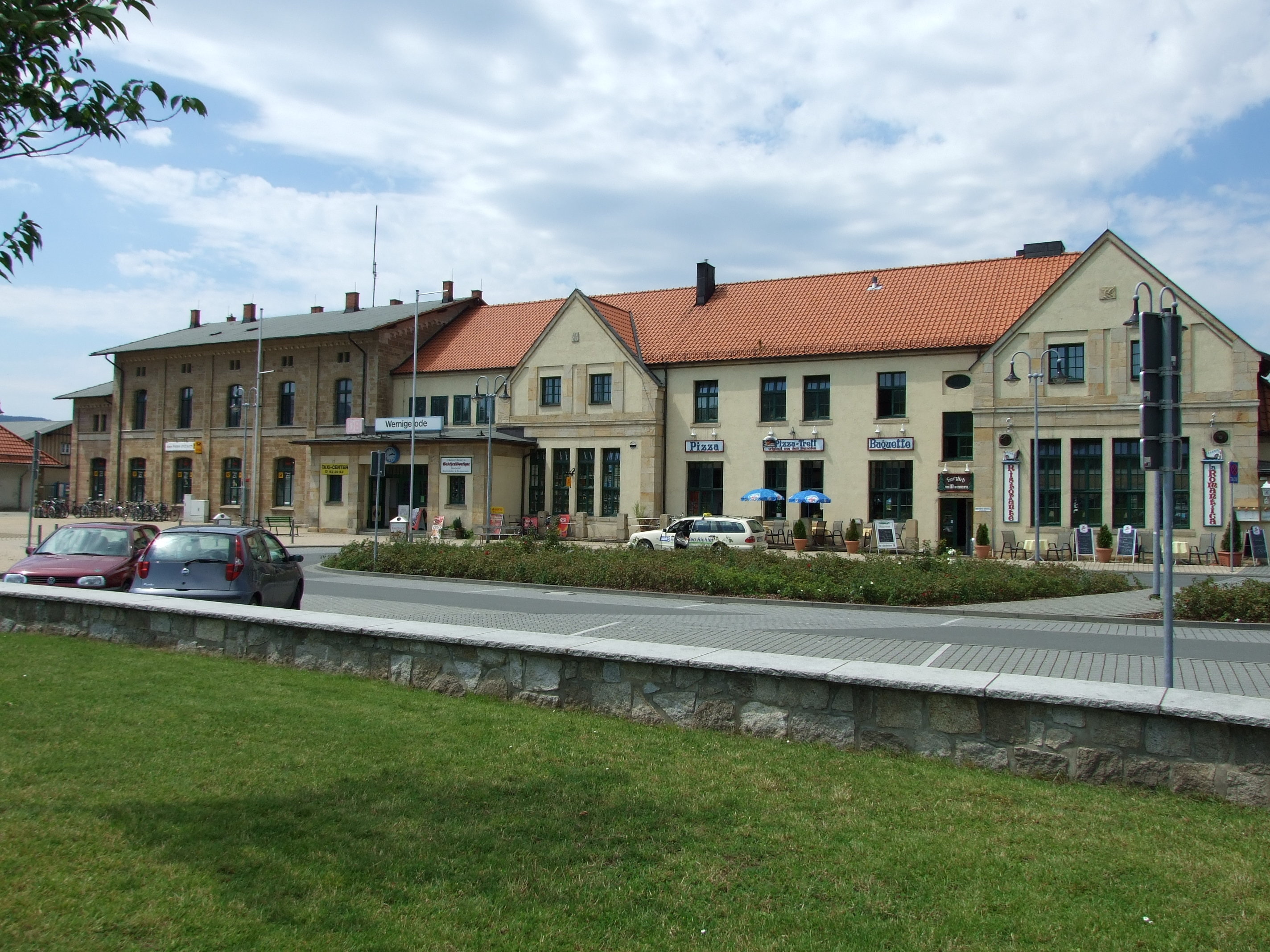
Wernigerode Hbf (DB AG)
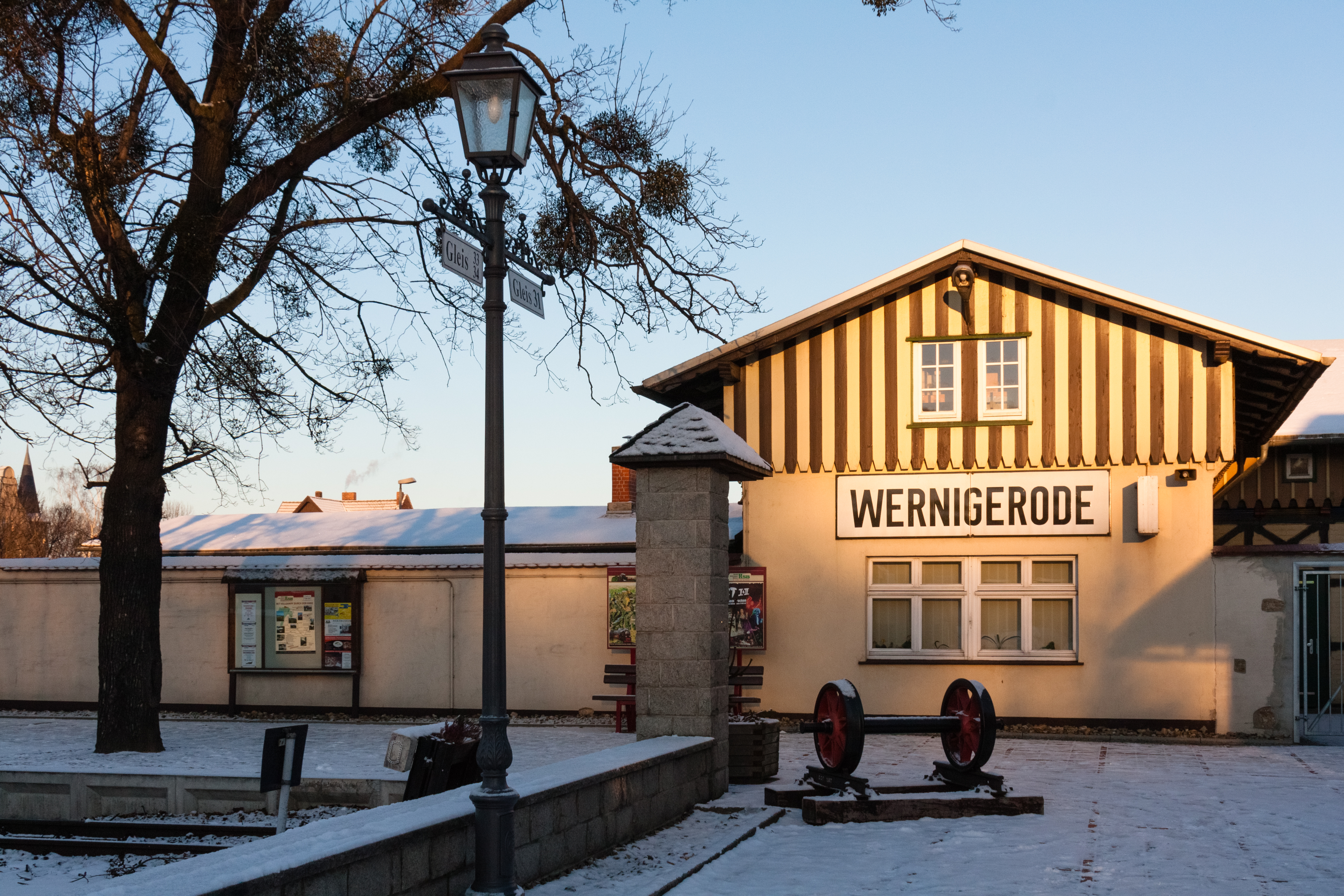
Bahnhof Wernigerode (HSB)
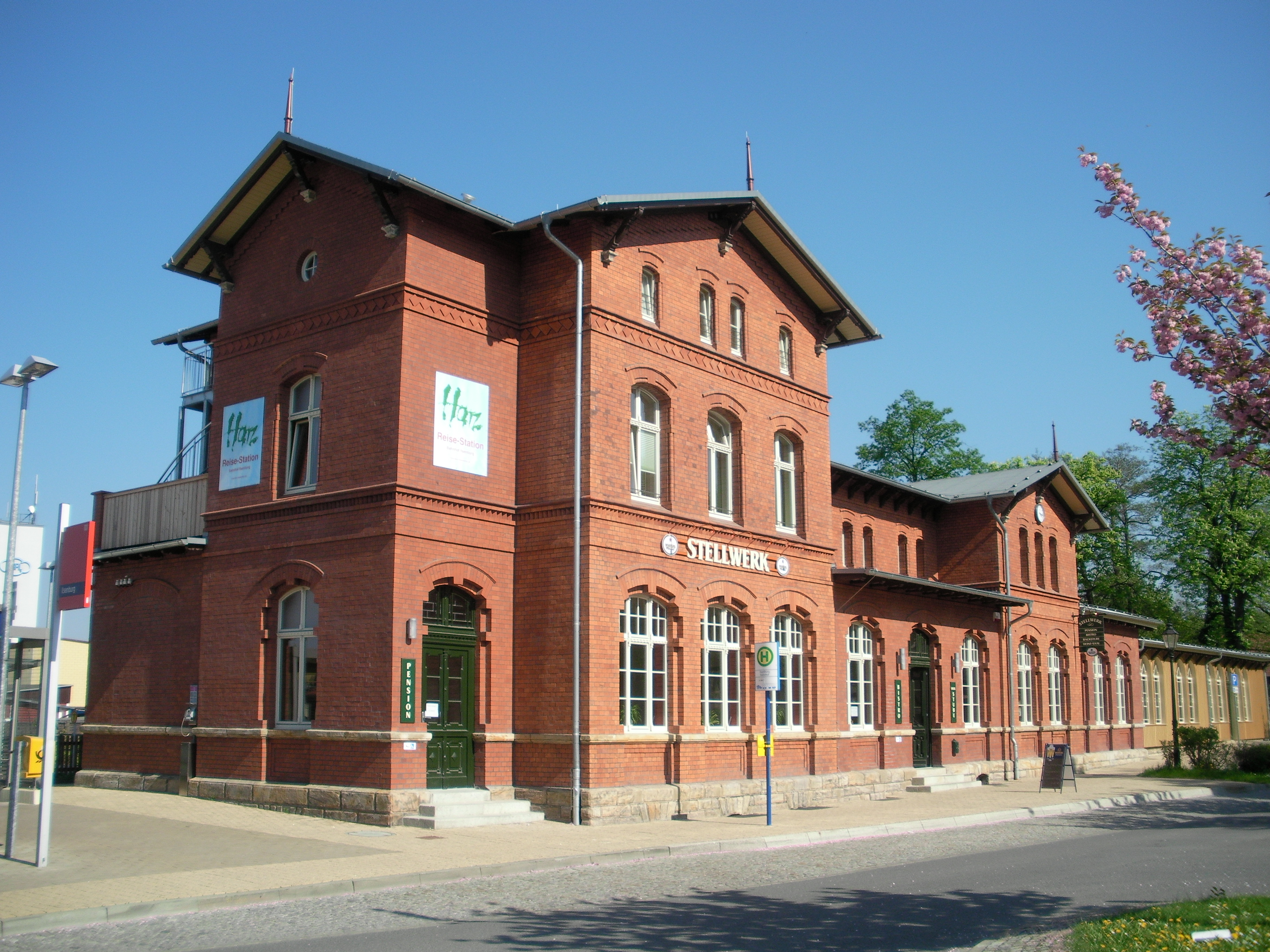
Bahnhof Ilsenburg
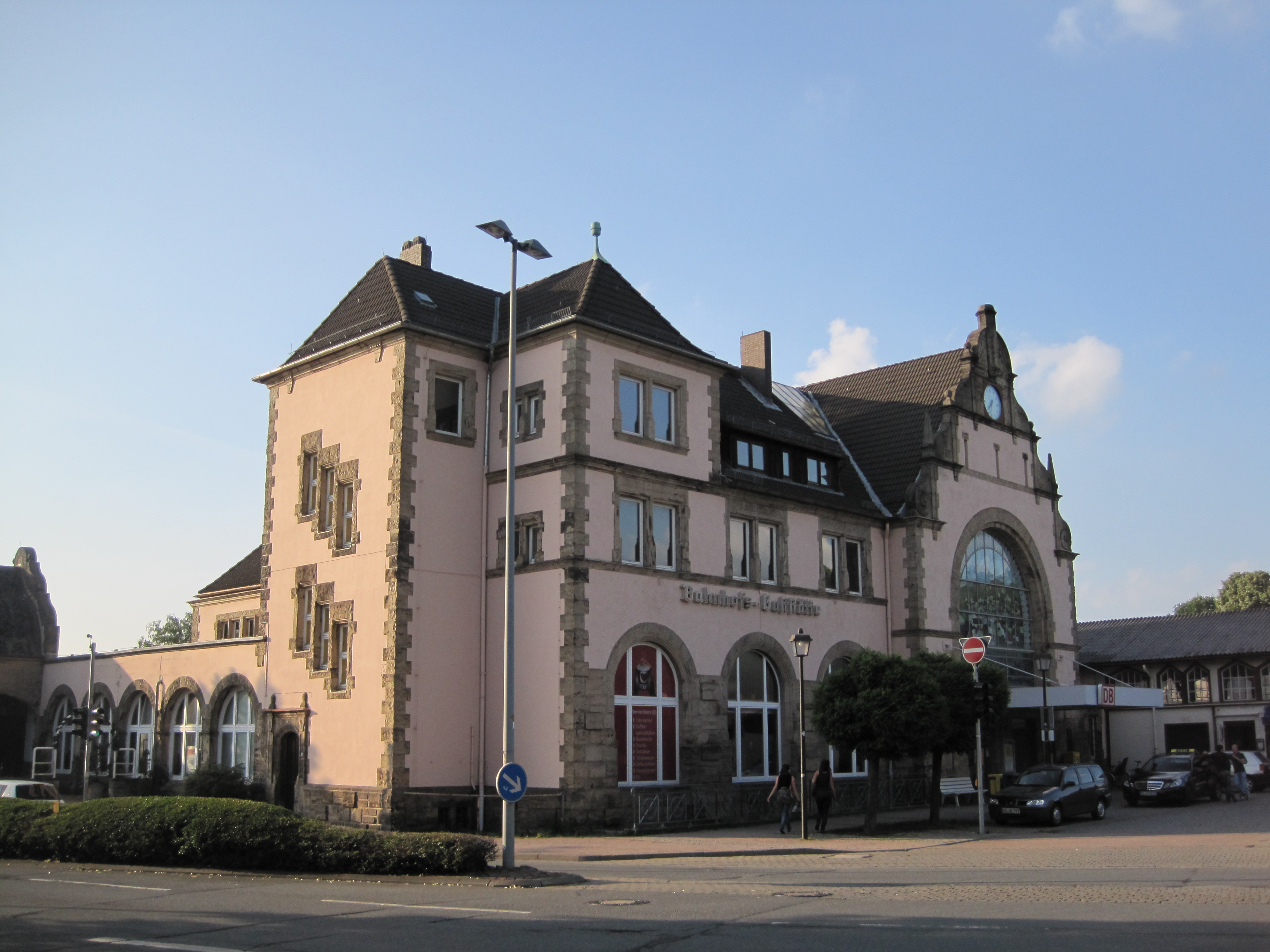
Bahnhof Bad Harzburg